# Jogo por tacadas
Jogo por tacadas (stroke play), também conhecido como medal play, é um sistema de pontuação dentro do golfe, que leva em conta o número total de tacadas em cada buraco durante uma determinada rodada ou rodadas. O vencedor é aquele que completar os dezoito buracos com o menor número de tacadas.
Embora a maioria dos torneios profissionais sejam disputados usando este sistema de pontuação de jogo por tacadas, existem ou foram, por exemplo, o WGC-Accenture Match Play Championship e o Volvo World Match Play Championship, dado que ambos são disputados em formato de jogo por buraco, e The International, antigo torneio do circuito PGA, que usava um sistema de Stableford modificado, mas que nunca chegaram a ser popular entre os profissionais. A maioria dos torneios por equipes, como, por exemplo, a Copa Ryder, é também disputado usando o formato de jogo por buraco.

## Formato dos torneios
Um torneio típico jogado no formato "jogo por tacadas" é composto de 72 buracos (18 buracos por dia, totalizando quatro rodadas), isto quer dizer que a maioria dos torneios de golfe são disputados em quatro dias (normalmente com início na quinta-feira e final no domingo). Dessa forma, as pontuações dos jogadores em cada uma das quatro rodadas são somadas para se ter a pontuação final do jogador no torneio (que é um número negativo). Caso dois ou mais jogadores terminem o torneio com o mesmo somatório serão disputados buracos adicionais entre eles (playoff) no formato morte súbita.

## Pontuação
Os jogadores assinalam o número de tacadas dadas em cada buraco e somam o total no final de uma determinada rodada. O jogador com o menor total de tacadas é o vencedor. Em competições de sistema handicap, o jogador subtrairá sua desvantagem ao total de tacadas dadas (bruto) para calcular seu resultado líquido, e o jogador com o resultado líquido mais baixo será o vencedor.
As pontuações podem ser relatadas em relação ao par para facilitar a comparação com os resultados dos outros golfistas. Por exemplo, um jogador cujo resultado é três tacadas acima do par, após um determinado buraco apareceria como "+3" no placar.
Caso haja um empate no primeiro lugar, é conveniente definir um único vencedor. Dois dos métodos mais comuns são um playoff e indicador de contagem regressiva.

## Cut
A maioria dos torneios aplica um "cut" (corte, em tradução literal), que em um torneio típico de 72 buracos ocorre após os primeiros 36 buracos. O número de jogadores que "passam o cut" varia de acordo com as regras do torneio – em um torneio típico do circuito PGA dos 70 melhores jogadores profissionais (além dos empatados) ocorre após 36 buracos. Qualquer jogador que ocasionar uma pontuação superior ao do "cut" automaticamente "falha o cut" e deixa de participar no torneio.

## Playoff
Um dos métodos mais comuns para decidir os desempates é por meio de um playoff (mata-mata), através do qual aqueles jogadores que empataram na liderança voltam a jogar por um determinado número de buracos. Se o empate persistir após esses buracos, imediatamente disputarão o desempate no sistema de morte súbita, jogando novamente até surgir um vencedor.
Os desempates no jogo de golfe profissional são, em geral, decididos no playoff. Diferentes torneios têm vários formatos para seus playoffs, variando de outra rodada completa, usado no Aberto dos Estados Unidos, através de um playoff de três ou quatro buracos, tal usado no Campeonato da PGA e no Aberto Britânico (British Open), um simples desempate no sistema de morte súbita, que é usado na maioria dos torneios, incluindo no Masters de Golfe e demais torneios normais do Circuito PGA e do European Tour. Nos formatos de playoff mais longos, se pelo menos dois jogadores permanecerem empatados após o tal playoff, daí, o jogo geralmente continua no formado de morte súbita.

## Contagem regressiva
Um método usado e maneira comum em competições amadoras, sobretudo quando um playoff não seja possível, é o indicador de "contagem regressiva", pelo qual o jogador com a menor pontuação acumulada (líquido) durante os últimos 18, 9, 6, 3 ou 1 buraco(s) será declarado o vencedor.